# Wola Więcierzowa
Wola Więcierzowa (prononciation : [ˈvɔla vjɛnt͡ɕɛˈʐɔva]) est un village polonais de la gmina de Przysucha dans le powiat de Przysucha de la voïvodie de Mazovie dans le centre-est de la Pologne.
Il se situe à environ 9 kilomètres au nord-est de Przysucha (siège du powiat et de la gmina) et à 90 kilomètres au sud de Varsovie (capitale de la Pologne).

## Histoire
De 1975 à 1998, le village appartenait administrativement à la voïvodie de Radom.